# Vononella
Vononella is een geslacht van hooiwagens uit de familie Cosmetidae.
De wetenschappelijke naam Vononella is voor het eerst geldig gepubliceerd door Roewer in 1925. 

## Soorten
Vononella is monotypisch en omvat slechts de volgende soort:
- Vononella maculata